# معهد البنك الدولي
معهد البنك الدولي هو فرع لبناء القدرات في البنك الدولي. ويوفر برامج تعليمية، وإسداء المشورة في مجال السياسات والمساعدة التقنية لصانعي السياسات والوكالات الحكومية وغير الحكومية وممارسي التنمية في البلدان النامية. يعرّف معهد البنك الدولي القدرة على التنمية بأنها «قدرة الأفراد والمؤسسات والمجتمعات بأسرها على حل المشكلات واتخاذ خيارات مستنيرة وترتيب أولوياتهم والتخطيط لمستقبلهم، وكذلك تنفيذ البرامج والمشروعات والحفاظ عليها بمرور الوقت».

## التاريخ والإنجازات
تم تسمية معهد البنك الدولي سابقًا بمعهد التنمية الاقتصادية الذي تأسس عام 1955. تم تغيير اسم معهد البنك الدولي في عام 2000. وفقًا لموقع المعهد، قدم المعهد في عام 2006 800 نشاط تعليمي لأكثر من 90،000 عميل ومنح 211 منحة دراسية. تربط شبكة التعلم بالتنمية العالمية التابعة للمعهد مواقع التعلم عن بعد بتقنيات الاتصال عالية السرعة.

## مقاربة
تتكيف أنشطة معهد البنك الدولي مع الاحتياجات الفردية للبلدان. يطور برنامج حوكمة البنك الدولي أولاً مجموعة واسعة من مؤشرات الحوكمة ومكافحة الفساد ؛ ويقوم برنامج المعرفة من أجل التنمية (W4D) بتقييم مدى استعداد الدولة لعصر المعرفة. من هذه التقييمات، وضعت خطط عمل محددة على أساس كل بلد على حدة.

## برامج التعلم
يوفر المعهد برامج تعليمية، يمكن تسليم معظمها وجهاً لوجه أو عبر منصة للتعلم الإلكتروني. وتشمل هذه الموضوعات مثل:
- التمكين المجتمعي والشمول الاجتماعي (CESI)، «يساعد في تهيئة الظروف التي تمكن الفقراء والمستبعدين من تشكيل تنميتهم»[2]
- الحكم ومكافحة الفساد كيف يكون هذا؟
- الفقر والنمو وغيرها من البنود ذات الصلة بالبلدان النامية

## روابط خارجية
- WBI المنزل
- شبكة تعلم التنمية العالمية